# 三浦忠司
三浦 忠司（みうら ただし、1948年（昭和23年）2月19日 - ）は、八戸歴史研究会会長で安藤昌益資料館館長。八戸市の郷土史家。息子は前青森県八戸市議会議員の三浦博司。

## 経歴
五戸町出身。弘前大学卒業し、教諭を務めた後に1999年から八戸市史の編纂に携わる。
八戸歴史研究会の会長を務め、2009年に八戸市八日町にオープンした安藤昌益資料館の館長に就任した。
郷土史家としても八戸藩に関する本など、多くの著書を執筆している。

## 主な著書・監修
- 「八戸三社大祭の歴史」2006年、八戸歴史研究会
- 「探訪　八戸の歴史」2003年、八戸歴史研究会
- 「南部鍵屋　村井家襖の下張り文書」2007年、鍵屋村井家文書刊行会
- 「八戸・三戸今昔写真帖」2008年、郷土出版社